# 隆達濟
12°18′S 33°11′E / 12.300°S 33.183°E

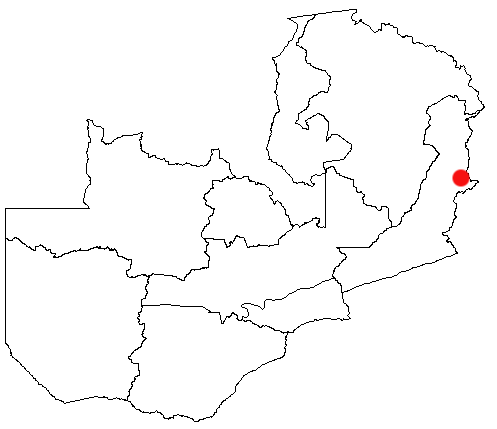

隆達濟（英語：Lundazi），是贊比亞的城鎮，位於該國東部，由東方省負責管轄，是隆達濟縣的首府，距離奇帕塔約187公里，海拔高度1,143米，2010年人口130,325。